# Дворец Лакен
Дворецът Лакен (на френски: Château de Laeken, на нидерландски: Kasteel van Laken) е резиденцията на белгийското кралско семейство в брюкселския квартал Лакен, в северната част на белгийската столица.
Неокласическият дворец е построен между 1782 и 1784 г. по поръчка на Алберт от Сакс-Тешен, щатхаутер на Австрийска Нидерландия. Проектът е на френския архитект Шарл дьо Вайи (Charles De Wailly), а Луи Монтойе (Louis Montoyer) ръководи пряко строителството. В създаването на интериора на двореца участва мебелистът Жан Жозеф Шапюи.
През годините 1815 – 1830 г., по време на съществуването на Обединеното кралство Нидерландия, дворецът Лакен е една от резиденциите на краля на Холандия.
След белгийската революция и независимостта на Белгия, дворецът става резиденция на белгийския крал Леополд I Синът му, Леополд II, разширява двореца и прилежащия парк и построява известните кралски паркови оранжерии.